# 戶長 (高麗)
戸長，是高麗時代郷間地方的首長，副手副戸長負責處理地方上的實務。
高麗太祖開朝後，下賜統一新羅末期地方上城主與豪族戸長和副戸長等郷職。
高麗成宗2年（983年），將新羅時代地方上最高職級堂大、長大以戸長和副戸長取代。
高麗顯宗9年（1083年）施行郷吏定員制，州、府、郡、縣中1000丁以上之地方置8位戸長、500丁以上地方7人、300丁以上地方5人、100丁以下地方置4人。
高麗文宗5年（1051年），制定郷吏昇進規定，戸長位居9段階序列最高職位，官服得服紫衫、穿靴、持笏。
戸長的職責為管掌戸口帳籍，徴收田租貢物，動員人力服徭役，此外也可指揮州縣的軍隊。

## 種類
- 攝戸長、權知戸長

為懷柔地方豪族而設置
- 上戸長、首戸長

為監視地方戸長而設置
- 安逸戸長

高麗穆宗元年（998年）設置，由年過70歳退休戶長擔任，讓他們作為地方上的元老維持地方秩序。
- 正朝戸長

正月時上京朝賀，朝廷有慶弔事時作為地方代表。